# La Puce à l'oreille (film, 1968)
Pour plus de détails, voir Fiche technique et Distribution.
La Puce à l'oreille (A Flea in Her Ear) est un film américain réalisé par Jacques Charon et sorti en 1968.

## Fiche technique
- Titre original : A Flea in Her Ear
- Réalisation : Jacques Charon
- Assistants réalisateurs : Noël Howard, Paul Feyder et Francis Pernet
- Scénario : John Mortimer, d'après la pièce de Georges Feydeau, La Puce à l'oreille
- Photographie : Charles Lang
- Musique : Bronislau Kaper
- Montage : Walter Thompson
- Costumes : André Levasseur
- Décors : Alexandre Trauner
- Son : Joseph de Bretagne et David Dockendorf
- Production : Fred Kohlmar, pour la 20th Century Fox
- Pays : États-Unis
- Format : Couleur - 35 mm - son mono (Westrex Recording System) - rapport de forme : 2,35:1 - procédé cinématographique : Panavision (anamorphique)
- Durée : 94 minutes
- Genre : Comédie, vaudeville
- Date de sortie : 1968
- Affiche : Raymond Elseviers (Belgique)

## Distribution
- Rex Harrison (VF : Raymond Gérôme) : Victor Chandebisse / Poche
- Rosemary Harris (VF : Perrette Pradier) : Gabrielle Chandebisse
- Louis Jourdan : Henri Tournel
- Rachel Roberts : Suzanne de Castilian
- John Williams (VF : Philippe Dumat) : Docteur Finache
- Grégoire Aslan : Max, le propriétaire du « Coq d'Or »
- Edward Hardwicke : Pierre Chandebisse
- Georges Descrières (VF : Pierre Trabaud) : Don Carlos de Castilian
- Isla Blair : Antoinette
- Frank Thornton (VF : Jean Berger) : Charles, le valet
- Victor Sen Yung : Oke Saki
- Laurence Badie : Eugénie, la femme de chambre
- Dominique Davray : Olympe
- Olivier Hussenot : Oncle Louis
- Estella Blain : le défenseur
- Moustache : le gros monsieur
- David Horne : le procureur
- Roger Carel : le chauffeur de taxi